# جيري بادغر
جيري بادغر (بالإنجليزية: Gerry Badger)‏ هو ناقد ومهندس معماري ومصور بريطاني، ولد في 1948 في نورثامبتون في المملكة المتحدة.

## وصلات خارجية
- الموقع الرسمي